# ミヨ・ツァクタシュ
ミヨ・ツァクタシュ（Mijo Caktaš、1992年5月8日 - ）は、クロアチア・スプリト出身のサッカー選手。プルヴァHNL・NKオシエク所属。ポジションはMF。元クロアチア代表。

## クラブ経歴
2008-09シーズン、16歳にしてNKドゥゴポリェでプロデビューをすると、ツァクタシュのプレーがハイドゥク・スプリトのスカウト陣の目に留まり、2011年の夏にスプリトに移籍した。移籍直後に、ドゥゴポリェに1シーズンのみレンタルされた。2012年2月25日、NKイストラ1961戦でスプリト移籍後初出場を飾った。
2016年1月21日、FCルビン・カザンに移籍し、2018年までの契約を結んだ。
2018年1月、ルビン・カザンとの契約満了により、ハイドゥク・スプリトに再び加入し、3年半契約を締結した。7月、UEFAチャンピオンズリーグの予選2回戦PFCスラヴィア・ソフィア戦でクラブ公式戦出場通算150試合を達成した。
2018-19シーズン、ミッドフィールダーでありながらリーグ戦通算19得点を挙げ、プルヴァHNL得点王のタイトルを獲得した。また、この記録は、ヨーロッパの各国リーグ戦でミッドフィールダーが挙げた得点としては、スポルティングCPのブルーノ・フェルナンデスが記録した20得点に次ぐ2位であった。
2019-20シーズン、リーグ戦32試合で20得点を記録している。
2021年7月17日、ダマクFCに2年契約で移籍した。
2022年1月21日、NKオシエクに移籍した。

## 代表経歴
2019年5月27日、ズラトコ・ダリッチ率いるクロアチア代表に初招集され、チュニジア戦でフル代表デビューを飾った。

## タイトル

### クラブ
HNKハイドゥク・スプリト
- フルヴァツキ・ノゴメトニ・クプ 優勝: 1回（2012-2013）

### 個人
- クロアチアリーグ1部 得点王: 2018-19, 2019-20
- Sportske novosti年間最優秀選手賞: 2018-19